# شیانگ هوا من
شیانگ هوا من (به انگلیسی: Xiang Hua Men) یک کشتی است که طول آن ۷۶ متر (۲۴۹ فوت) می‌باشد.